# HD 156668b
HD156668b is een exoplaneet die rond de ster HD156668 (spectraalklasse K2) draait op een afstand van 79 lichtjaar. Met een 4,15x grotere massa dan de Aarde is HD156668b de op een na lichtste superaarde, met uitzondering van enkele planeten die om pulsars en een bruine dwerg draaien.
De exoplaneet is ontdekt met behulp van HIRES van een van de Keck telescopen van het William Myron Keck observatorium. De gebruikte methode voor de ontdekking van HD156668b is het zoeken naar rood- en blauwverschuivingen van de ster onder invloed van de zwaartekracht van de exoplaneet. Het is de tweede relatief kleine superaarde die gevonden is in het kader van het Eta-Earth Survey.